# 84
Évszázadok: i. e. 1. század – 1. század – 2. század
Évtizedek: 30-as évek – 40-es évek – 50-es évek – 60-as évek – 70-es évek – 80-as évek – 90-es évek – 100-as évek – 110-es évek – 120-as évek – 130-as évek
Évek: 79 – 80 – 81 – 82 –  83 – 84 – 85 – 86 – 87 – 88 – 89

## Események

### Római Birodalom
- Domitianus császárt (helyettese júliustól Lucius Julius Ursus, szeptembertől Caius Tullius Capito Pomponianus Plotius Firmus) és Caius Oppius Sabinust (helyettese Caius Cornelius Gallicanus) választják consulnak.
- Domitianus visszahívja Agricolát Britannia éléről. A diadalmeneten kívül minden kitüntetést megkap katonai sikereiért, de miután visszautasította Africa helytartóságát (állítólag a császár féltékenysége miatt) más tisztséget nem kap.
- Megkezdődik a limes kiépítése a Rajna középső és a Duna felső szakaszán.

## Születések
- Szeimu, japán császár

## Halálozások
- Lukács evangélista

## Fordítás
- Ez a szócikk részben vagy egészben  az   AD 84 című angol Wikipédia-szócikk ezen változatának fordításán alapul.  Az eredeti cikk szerkesztőit annak laptörténete sorolja fel. Ez a jelzés csupán a megfogalmazás eredetét és a szerzői jogokat jelzi, nem szolgál a cikkben szereplő információk forrásmegjelöléseként.